# Cooke Peak
Der Cooke Peak ist ein länglicher Berg im ostantarktischen Prinzessin-Elisabeth-Land, der zentral von einem Gipfel überragt wird. In den Grove Mountains liegt er 10 km nordwestlich der Bode-Nunatakker.
Kartiert wurde er anhand von Luftaufnahmen, die zwischen 1956 und 1960 im Rahmen der Australian National Antarctic Research Expeditions entstanden. Das Antarctic Names Committee of Australia (ANCA) benannte ihn 1965 nach dem australischen Strahlenphysiker David J. Cooke, der 1963 auf der Mawson-Station Untersuchungen zur kosmischen Strahlung durchführte.